# Karel Jarolím
Karel Jarolím (Čáslav, 23. kolovoza 1956.) umirovljeni je češki nogometaš i nogometni trener. Trenutačno trenira češki nogometni klub FK Mladá Boleslav i češku nogometnu reprezentaciju. Kao igrač je igrao na poziciji veznog igrača, uglavnom za Slaviju iz Praga, a u Čehoslovačkoj 1. nogometnoj ligi ostvario je više od 275 nastupa. Osim za češke, igrao je i za francuske klubove FC Rouen i Amiens SC.
Za čehoslovačku nogometnu reprezentaciju je ostvario 13 nastupa i zabio 2 pogotka.
Osim što je ostao jedan od najpoznatijih igrača Slavije, tri puta je i trenirao taj klub: tijekom sezone 2000./01., od 2005. do 2010. i nekoliko puta ponovno tijekom 2010. Trenirao je i klub Al-Ahli Saudi FC iz Saudijske Arabije i ostao najbolji trener toga kluba u povijesti. Klub je tijekom sezone 2011./12. nastupio i u AFC Ligi prvaka, te se plasirao u samu završnicu natjecanja gdje je izgubio od južnokorejskog Ulsan Hyundai FC 3:0. U svibnju 2013. potpisao je ugovor s Al-Wahda F.C. iz Ujedinjenih Arpaskih Emirata na jednu sezonu. Istekom ugovora, u siječnju sljedeće godine (2014.) vratio se u Češku, gdje je potpisao trenerski ugovor s klubom FK Mladá Boleslav. Nakon Europskog prvenstva u Francuskoj je Češki nogometni savez za novoga je izbornika imenovao Jarolíma, on je na toj dužnosti zamijenio Pavela Vrbu.

## Trenerske statistike
Ažurirano 15. srpnja 2016.
| Klub              | Preuzeo klub        | Otišao iz kluba   | Statistike | Statistike | Statistike | Statistike | Statistike | Statistike | Statistike | Statistike |
| Klub              | Preuzeo klub        | Otišao iz kluba   | U          | Pob        | Ner        | Por        | ZG         | PG         | GR         | Pob %      |
| ----------------- | ------------------- | ----------------- | ---------- | ---------- | ---------- | ---------- | ---------- | ---------- | ---------- | ---------- |
| Slavia Prag       | 13. travnja 2005.   | 30. ožujka 2010.  | 214        | 101        | 60         | 53         | 321        | 217        | +104       | 47,20      |
| Slavia Prag       | 1. lipnja 2010.     | 29. rujna 2010.   | 11         | 3          | 4          | 4          | 11         | 15         | -4         | 27,27      |
| Slovan Bratislava | 13. listopada 2010. | 5. kolovoza 2011. | 35         | 21         | 11         | 3          | 62         | 26         | +36        | 60,00      |
| Mladá Boleslav    | 3. siječnja 2014.   | trenutno          | 97         | 49         | 23         | 25         | 171        | 112        | +59        | 50,52      |
| Češka             | 15. srpnja 2016.    | trenutno          | 0          | 0          | 0          | 0          | 0          | 0          | 0          | 0          |
| Ukupno            | Ukupno              | Ukupno            | 357        | 174        | 98         | 85         | 565        | 370        | +195       | 48,74      |

## Nagrade i postignuća

### Igračke

#### Dukla Prag
- Čehoslovačka Prva liga
  - Prvaci (1): 1979.

#### Slavia Prag
- Interkup
  - Prvaci (2): 1986., 1992.

### Trenerske

#### FC Slovácko
- Češki nogometni kup
  - Doprvaci (1): 2004./05.

#### Slavia Prag
- Prva češka nogometna liga
  - Prvaci (2): 2007./08., 2008./09.

#### ŠK Slovan Bratislava
- Slovačka Superliga
  - Prvaci (1): 2010./11.
- Slovački nogometni kup
  - Prvaci (1): 2010./11.

#### Al-Ahli
- Kup kralja
  - Prvaci (1): 2012.
- Prva saudijska nogometna liga
  - Doprvaci (1): 2011./12.
- AFC Liga prvaka
  - Doprvaci (1): 2012.

### Individualne
- Češki trener godine (Češka zlatna lopta): 2008., 2009.
- Češki trener godine (Češki nogometaš godine): 2008.

## Vanjske poveznice
- (češ.) Reprezentativne statistike  Arhivirana inačica izvorne stranice od 5. travnja 2016. (Wayback Machine) na fotbal.cz